# Selina Boveleth
Selina Maria Boveleth (* 31. März 1999 in Neuss) ist eine deutsche Fußballspielerin.

## Werdegang
Boveleth begann ihre Karriere beim SV Rosellen und spielte danach bis 2012 für die D-Juniorinnen von Bayer 04 Leverkusen. Über eine einjährige Zwischenstation FC Wegberg-Beeck kehrte sie 2013 nach Leverkusen zurück und trat fortan für die B-Juniorinnen in der Bundesliga West/Südwest an. Zuletzt war sie in der Hinrunde der Saison 2015/16 Kapitänin ihres Teams, ehe sie sich im Januar 2016 dem Zweitligisten MSV Duisburg anschloss. Ihr Zweitligadebüt feierte sie am 14. Februar 2016 (12. Spieltag) beim 4:0-Auswärtssieg der Duisburgerinnen gegen den SV Meppen, als sie in der 79. Minute für Lee Sima Falkon in die Partie kam. Am Ende der Saison stieg sie mit der Mannschaft als Meister der 2. Bundesliga Nord in die Bundesliga auf. In der Spielzeit 2016/17 gehörte sie weiterhin dem Kader der ersten Mannschaft an, kam jedoch nur einmal in der Bundesliga zum Einsatz: Am 21. Mai 2017 (22. Spieltag) wurde sie bei der 1:2-Niederlage gegen den 1. FFC Turbine Potsdam in der 58. Minute für Danica Wu eingewechselt. Nach der Saison 2016/17 wechselte sie in die USA, wo sie ein Stipendium für das Limestone College in North Carolina erhielt, wird jedoch während der dortigen Semesterferien zum erweiterten Kader Duisburgs zählen.

## Erfolge
- Aufstieg in die Bundesliga 2016 (mit dem MSV Duisburg)